# Широкий Путин идёт

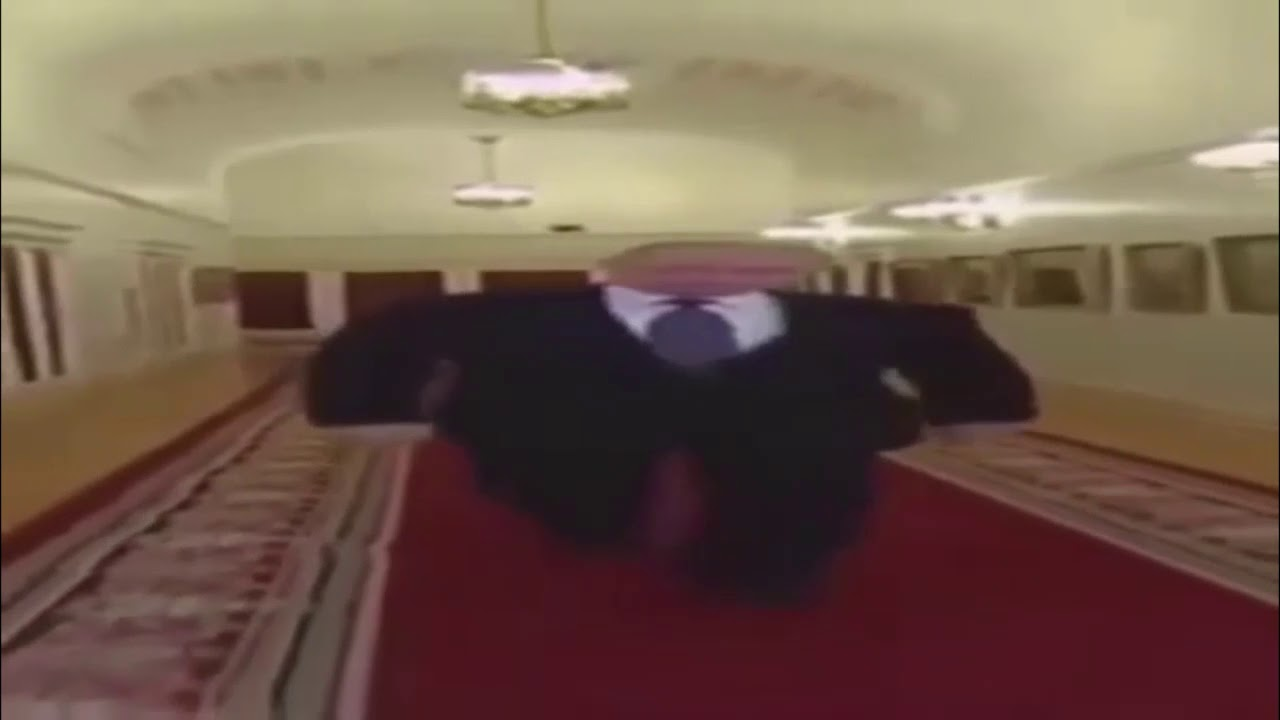
Мем «Широкий Путин идёт»

«Широкий Путин идёт» (англ. Wide Putin Walking), также распространены варианты «Широкий Путин» (англ. Wide Putin) и «ЭТО ОН» (англ. ITS HIM) — интернет-мем, представляющий собой вирусное видео, в котором появляется «широкий» президент России Владимир Путин, идущий по коридорам Кремля под музыку. Видеоролик впервые появился в сети в начале февраля 2020 года, в мае 2020 года в основном распространяясь на YouTube и Discord.

## Происхождение
Самый старый зарегистрированный случай мема «Широкий Путин» был загружен в русскоязычный Telegram-канал «Ручка» 2 февраля 2020 года. Создатель «Ручки» сказал, что первым снял «широкое» видео с Путиным: «Музыку я придумал взять, просматривая „Осторожно модерн! 2“, под неё там ходил прапорщик в ускоренной съёмке. Популярность я начал замечать только летом, случайно нашёл — перезалив своего видео в каком-то канале».
Используемые кадры были взяты из инаугурации Владимира Путина на четвёртый срок, которая транслировалась Russia Today 7 мая 2018 года. В ней Путин очень долго шёл по пустым коридорам Кремля. Президента, отправившегося на инаугурацию, несколько минут снимали одним кадром — только потом он сел в машину проекта «Кортеж», чтобы отправиться к зданию Большого Кремлёвского дворца.
Первоначальный автор «сплющил» фигуру Путина и добавил трек Song for Denise артистов Piano Fantasia, который использовался в более поздних версиях. Дальнейшее развитие видео получило в мае-июне 2020 года, когда создатели мемов начали распространять на серверах Discord и YouTube другие версии видео с расширенным Владимиром Путиным. Пользователи делали президента России «ещё более широким и ещё более широким».
Оригинальный ролик также получил популярность в том же 2018 году. Внимание пользователей привлекла уверенная походка президента и долгий переход от кабинета до зала открытия. Российские пользователи делали из видео мемы, а на англоязычном YouTube стала вирусной песня, где Путин идёт по коридору под песню Stayin' Alive группы Bee Gees.

## Содержание
Абстрактный и абсурдный мем «Широкий Путин идёт» изображает Владимира Путина, который передвигается по своему кабинету. Он надевает и застёгивает пиджак, закатывает левый рукав, правый рукав и выходит через первую дверь в коридор. Там он приветствует работника администрации рукопожатием, затем поправляет галстук и идёт во второй коридор, чтобы снова поправить галстук. Затем президент смотрит на картину и идёт в третий коридор. Путин идёт дальше, видит офицера и выходит в третий коридор. Он потирает руки, смотрит направо, потом налево, направо, налево, направо и видит справа картину. Затем политик поворачивается и идёт на пятый этаж. Путин продолжает идти.

## Общественная реакция

### Мемы
Одна из популярных «растянутых» версий интернет-мема была загружена 27 мая 2020 года на YouTube под названием «Широкий Путин идёт» (англ. Wide Putin Walking). По состоянию на сентябрь 2022 года, ролик получил несколько миллионов просмотров. Вскоре был создан Discord-сервер под названием «ЭТО ОН» (англ. ITS HIM) для распространения мема среди других сообществ. Мем «Широкий Путин идёт» был размещён на различных серверах Discord, а заголовок «ЭТО ОН» стал популярным.
На YouTube также были загружены различные варианты мема, в том числе видеоролик под названием «толстый путин идёт» (англ. thicc putin be walking), опубликованный 30 мая 2020 года. 2 июня 2020 года был загружен ещё один вариант с заголовком «ЙООО ЭТО ОН» (англ. YOOO ITS HIM). Согласно Google Trends, поиски мема «Широкий Путин» резко выросли во всём мире в конце мая — начале июня 2020 года.
В начале июня на YouTube появилось несколько десятков «ремиксов» ролика: менялись музыка, видеоряд, стилизация и пропорции Путина.
В другом популярном ролике под названием «Широкий Путин идёт, но каждый раз, когда он поворачивается, он становится шире» (англ. Wide Putin Walking but every time he turns he gets wider) Владимир Путин с каждым своим новым поворотом становится всё более сплющенным. На YouTube также была опубликована часовая и 10-часовая версия гуляющего по коридору Путина.
Постепенно мем стал набирать обороты и на других платформах, например, в Твиттере. Иногда в исходном видео с «широким» Путиным ничего не менялось и так распространяли. На Reddit видео стало основой шаблона — к нему стали добавлять различные подписи, меняя ситуации. Российские и американские тиктокеры, не теряя времени, взялись за данный мем, создавая свои собственные пародии. Как отмечает The Moscow Times, комментарий к оригинальному видео на YouTube описывает мем так: «Что чувствуют 14-летние, когда 5-летний называет их „сэр“».
Тренд слишком полюбился пользователям, и поэтому в середине и конце июля 2020 года в мемах продолжали выкладывать нелепые версии с «Широким Путиным». Некоторые пользователи добавляли оригинальные кадры мема в ролики из мультфильмов, стримов, фильмов и вирусных роликов — да так, что появление Путина, как отмечает Medialeaks, «вызывало у героев бурный восторг, смех, удивление». Мем получил самые разнообразные кроссоверы — Владимир Путин даже встречался с персонажем Дио Брандо в аниме и манге «Невероятные приключения ДжоДжо». Публиковались видео, где глава российского государства прогуливался по разным локациям и фэндомам, будь то Minecraft, Шрек, Рик и Морти или даже Статуя Свободы.
Видео с широким Владимиром Путиным, идущим по коридору, заполонили соцсети и стали основой для более крупного мема. Новыми объектами мема стали животные, другие политики, персонажи видеоигр и фильмов были сплющены — и, как отмечает портал Medialeaks, «чем более странными получались ролики, тем лучше». К концу июля 2020 года интернет-мемы с Путиным обрели пародии с участием других персонажей и стали гораздо большей тенденцией. Так, были расплющены и другие главы государств, например, Ким Чен Ын, Александр Лукашенко, Владимир Зеленский. Также стали появляться видео с широкими персонажами видеоигр и фильмов, например с СиДжеем из GTA, Дарт Вейдером, Джокером в исполнении Хоакина Феникса, Марио из Super Mario Bros, а также с политиком Михаилом Световым.
Эффект воздействия интернет-мема «Широкий Путин» также можно проследить увидеть в видео на YouTube песни Song for Denise. Оно было выпущено в 2015 году и 5 лет не пользовалось особой популярностью. По состоянию на июнь 2020 года видео насчитывало более 150 тысяч просмотров, и большая часть комментариев ролика была посвящена Путину.

### Мнения и реакции СМИ
Редактор интернет-издания The Moscow Times Саманта Беркхед называет мем «суперкадром с заразительной инструменталкой в стиле диско. <…> Подражать Широкому Путину — значит приобретать гипертрофированное чувство власти, мачизма и мужественности».
Редактор немецкого веб-сайта BedeutungOnline, связанного с разбором слов, терминов и фраз, отмечает, что мем «забавен из-за искажённого видеоклипа, музыки и её однообразия. Владимир Путин на самом деле показан только идущим и смотрящим. Из-за искажённого фрагмента видео Владимир Путин становится у́же и шире. <…> Мем, наверное, не должен высмеивать Владимира Путина. Изменение размера скорее означает, что этот политик должен потерять часть своей серьёзности. С точки зрения США, это может быть способом борьбы с российским политическим оппонентом, поскольку мем представляет собой релятивизацию истинного величия (и силы) Путина. Мем также можно понять в контексте скандалов вокруг влияния Владимира Путина на выборы в США и Дональда Трампа».
В конце 2020 года пользователи социальной сети «ВКонтакте» выбрали главные мемы через голосование в мини-приложении «Битва мемов». В итоге ВКонтакте включила мем «Широкий Путин идёт» в 10 самых популярных среди пользователей мемов 2020 года (6-е место).

### Реакции публичных личностей
После того, как Владимир Путин похвалил президента Бразилии Жаира Болсонару за мужественность на конференции БРИКС, состоявшейся осенью 2020 года, Болсонару присоединился к «флешмобу». В своём Твиттере в ноябре 2020 года он опубликовал мем формата «широкий Путин», назвав его «хорошим видео».